# Gaia Solar
Gaia Solar A/S  er Skandinaviens største[kilde mangler] selskab indenfor bygningsintegrerede solcellepaneler til produktion af elektricitet. Selskabet blev stiftet maj 1996 og beskæftiger i dag 22 medarbejdere.

## BIPV
Gaia Solar har siden starten udviklet løsninger til bygningsintegration af solcelleteknologi (BIPV).
Selskabet har afsluttet mange tusinde projekter i Skandinavien[kilde mangler] og blandt andet designet og produceret solcelleanlægget til Copenhagen Towers i Ørestaden. Anlægget dertil er Nordeuropas største bygningsintegrerede solcelleanlæg.
Gaia Solar omsatte i 2009 for et to-cifret millionbeløb[kilde mangler].